# 1917 a jogalkotásban
1917-ben az alábbi jogszabályokat alkották meg:

## Magyarország

### Törvények
- 1917. évi I. törvénycikk Dicsőült Első Ferencz József király emlékének törvénybe iktatásáról
- 1917. évi II. törvénycikk Felséges IV. Károly úrnak Magyarország s Horvát-, Szlavon- és Dalmátországok királyává avatásáról és koronázásáról
- 1917. évi III. törvénycikk A Király Ő Felsége által szerencsés felavattatása és megkoronáztatása előtt az ország részére kiadott királyi hitlevélnek és a koronáztatásakor letett királyi eskünek az ország törvényei közé iktatásáról
- 1917. évi IV. törvénycikk A megkoronázott Király Ő Felsége részére koronázási ajándék felajánlásáról
- 1917. évi V. törvénycikk A megkoronázott Királyné Ő Felsége részére koronázási ajándék felajánlásáról
- 1917. évi VI. törvénycikk A vasuti hadi adóról és a szállítási okiratok (fuvarlevelek, felvételi elismervények, rakjegyek) bélyegilletékének felemeléséről
- 1917. évi VII. törvénycikk A háború esetére szóló kivételes intézkedésekről alkotott 1916:IV. törvénycikk kiegészítéséről
- 1917. évi VIII. törvénycikk A most dúló háborúban a hazáért küzdő hősök emlékének megörökítéséről
- 1917. évi IX. törvénycikk Az 1917/18. költségvetési év első négy hónapjában viselendő közterhekről és fedezendő állami kiadásokról
- 1917. évi X. törvénycikk A Magyarország és Horvát-Szlavon-Dalmátországok között létrejött pénzügyi egyezmény becikkelyezéséről szóló 1906. évi X. tc. hatályának újabbi meghosszabbításáról
- 1917. évi XI. törvénycikk A magyar felelős miniszterek számának ideiglenes felemeléséről
- 1917. évi XII. törvénycikk Hadsegítési és népjóléti célokra engedélyezendő nyereménykölcsönről
- 1917. évi XIII. törvénycikk Az 1917/18. költségvetési év első négy hónapjában viselendő közterhekről és fedezendő állami kiadásokról szóló 1917. évi IX. tc. hatályának az 1918. évi február végéig való kiterjesztése tárgyában
- 1917. évi XIV. törvénycikk A Magyarország és Horvát-Szlavon-Dalmátországok között létrejött pénzügyi egyezmény becikkelyezéséről szóló 1906. évi X. tc. hatályának újabbi meghosszabbításáról
- 1917. évi XV. törvénycikk A közszolgálati alkalmazottak újabb háborús segélyéről
- 1917. évi XVI. törvénycikk A cukoradó emeléséről
- 1917. évi XVII. törvénycikk A kölcsönös kereskedelmi és forgalmi viszonyoknak az Ő Felsége uralkodása alatt álló többi országokkal való ideiglenes szabályozása iránt 1917. évi november hó 18-án kötött szerződés becikkelyezéséről
- 1917. évi XVIII. törvénycikk Az Osztrák-magyar bank szabadalmának és az érme- és pénzrendszerre vonatkozó szerződésnek ideiglenes meghosszabbításáról, valamint az ezekkel kapcsolatos ügyek rendezéséről
- 1917. évi XIX. törvénycikk A konzuli bíráskodás szabályozásáról szóló 1891:XXXI. törvénycikk hatályának újabb meghosszabbítása és egyes rendelkezéseinek módosítása tárgyában
- 1917. évi XX. törvénycikk A külkereskedelmi és külforgalmi viszonyok ideiglenes rendezéséről szóló 1916. évi XLI. tc. rendelkezéseinek az 1918. évre való kiterjesztéséről